# Московское хореографическое училище имени Л. М. Лавровского
Московское государственное хореографическое училище имени Л. М. Лавровского — государственное бюджетное профессиональное образовательное учреждение среднего профессионального образования (колледж), расположенное в Москве.

## История
Училище было основано 1 октября 1993 года как автономная некоммерческая организация «Хореографическое училище Михаила Лавровского» при поддержке Комитета по культуре правительства Москвы. Первыми преподавателями были народные артисты СССР Михаил Лавровский и Нина Сорокина, народные артисты России Галина Крапивина и Михаил Крапивин, заслуженный артист РСФСР Аркадий Николаев.
В 2006 году училище обрело государственный статус, было передано в подведомственное подчинение Департаменту культуры города Москвы, а также ему было присвоено имя Леонида Михайловича Лавровского.

## Здание колледжа
С момента создания училище размещалось в здании московской средней общеобразовательной школы № 1257 (ул. Павловская, д. 8а, корп. 1) на условиях аренды.
В октябре 2017 года училище переехало в здание ООО «Хант-Холдинг» (ул. Нагатинская д. 1, стр. 29), также на условиях аренды.
Позже училищу выделили собственное здание, являющимся одним из объектов культурного наследия, расположенное по адресу ул. Маршала Василевского д. 11, корп. 6.
В 2022 году училищу предоставили здание 1939 года постройки по адресу: ул. Чаплыгина, д. 9, стр. 3.

## Директора
- Васильева, Жанна Борисовна (1993-2018)
- Ахметов, Айдар Мансурович (с 2018)

## Известные выпускники
За годы существования училище выпустило более 250 артистов балета. Выпускники работают в Большом театре, Музыкальном театре имени народных артистов К. С. Станиславского и Вл. И. Немировича-Данченко, Детском музыкальном театре имени Н. И. Сац, Театре классического балета Наталии Касаткиной и Владимира Василева и других.
Одной из наиболее известных выпускниц училища является Заслуженная артистка РФ Екатерина Крысанова.